# 宗多馬省
宗多馬省（法語：Zondoma）是布基納法索北部大區西部的一個省，面積1,758平方公里。2006年人口322,873人。首府古爾西。
本區下轄四縣。